# هیو اسکات
هیو اسکات (به انگلیسی: Hugh Scott) سناتور سابق عضو حزب جمهوری‌خواه ایالات متحده آمریکا بود. وی در سال ۱۹۵۹ تا ۱۹۷۷ میلادی سناتور ایالت پنسیلوانیا در سنای ایالات متحده آمریکا بود.